# N-Methylmorpholin-N-oxid
N-Methylmorpholin-N-oxid (oder gebräuchlich auch als NMO abgekürzt) ist eine organische Verbindung aus der Reihe der Amin-N-oxide und ist als Oxidationsmittel in chemischen Reaktionen gebräuchlich. NMO wird bei der Bishydroxylierung mit Osmiumtetroxid, bei der asymmetrischen Sharpless-Dihydroxylierung, der Oxidation mit TPAP und der Jacobsen-Epoxidierung benutzt. Es ist als kristalline Reinsubstanz, als Monohydrat und als wässrige Lösung kommerziell erhältlich.

## Gewinnung und Darstellung
NMO wird durch Oxidation von N-Methylmorpholin mit Wasserstoffperoxid bei 75 °C hergestellt.

## Verwendung
In der organischen Synthese wird NMO als Oxidationsmittel benutzt. Es dient in Kombination mit TPAP zur Herstellung von Aldehyden aus primären Alkoholen, wobei das Wasser durch Molekularsieb entfernt wird. In Gegenwart von ungebundenem Wasser wird eine Carbonsäure erhalten. Bei der Upjohn-Dihydroxylierung von Olefinen mit Osmiumtetroxid wird NMO als Co-Oxidans benutzt. Eine asymmetrische Variante ist hier die Sharpless-Dihydroxylierung.
NMO kann zur Entfernung von O- und N-Allyl-Schutzgruppen unter oxidativen Bedingungen benutzt werden.
NMO wird technisch als Lösungsvermittler in der Lyocell-Herstellung eingesetzt. Cellulose wird hier aus einer wässrigen NMO-Lösung ausgefällt.